# Rhinobaccha krishna
Rhinobaccha krishna är en tvåvingeart som beskrevs av Ghorpade 1994. Rhinobaccha krishna ingår i släktet Rhinobaccha och familjen blomflugor. Inga underarter finns listade i Catalogue of Life.